# Barone FitzWalter
Barone FitzWalter è un titolo baronale nella paria d'Inghilterra.

## Storia

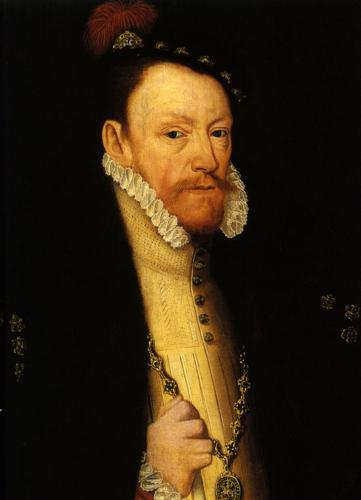
Thomas Radclyffe, III conte di Sussex
e XII barone FitzWalter

Il titolo venne creato nel 1295 per Robert FitzWalter. 
Un suo pronipote, il quarto barone, fu ammiraglio della flotta inglese. 
Al settimo barone successe la sua unica figlia, Elizabeth, moglie di John Radcliffe. Il loro figlio, il nono barone, venne accusato di tradimento ne 1495 ed i suoi titoli vennero aboliti.
Robert Radcliffe, figlio del nono barone, ottenne una revisione della sentenza con l'Act of Parliament del 1509 e prestò servizio successivamente come lord luogotenente del Lancashire. Venne creato quindi visconte FitzWalter nel 1525 e conte di Sussex nel 1529.
Suo nipote, il terzo conte, venne elevato alla Camera dei Lords con uno writ of acceleration nel 1553 col titolo minore di suo padre, quello appunto di barone FitzWalter. Lord Sussex prestò poi servizio come Lord Deputy of Ireland. Gli successe il fratello minore, il quarto conte, il quale già aveva rappresentato al parlamento le costituenti di Maldon, Hampshire e Portsmouth ed aveva prestato servizio come lord luogotenente dell'Hampshire. Quando morì i suoi titoli passarono al suo unico figlio, il quinto conte, che fu anche lord luogotenente dell'Essex.
Alla morte del quarto conte, nel 1629, la baronìa di FitzWalter venne separata dalla vicecontea e dalla contea: questi ultimi titoli vennero ereditati dal cugino dell'ultimo conte, il sesto conte, che fu un membro del parlamento in rappresentanza di Petersfield, Bedford e Portsmouth. Quando questi morì nel 1643 la vicecontea ed il contado si estinsero. La pretesa sulla baronìa FitzWalter passò all'erede del quinto conte, Henry Mildmay, de jure quindicesimo barone, che discendeva da lady Frances Mildmay, unica figlia del secondo conte di Sussex e della sua seconda moglie, Anne Calthorpe. Egli reclamò la baronìa nel 1641 e nuovamente nel 1645 ma non ebbe successo e non venne mai chiamato alla Camera dei Lords.
Suo nipote Henry Mildmay, de jure sedicesimo barone, riuscì a reclamare il titolo con successo nel 1660. Suo fratello minore Benjamin Mildmay riuscì nel 1667 a farsi elevare alla Camera dei Lords come diciassettesimo barone FitzWalter. Nel 1730 suo figlio minore, il diciannovesimo barone, venne creato visconte Harwich, nella contea di Essex, e conte FitzWalter nella parìa di Gran Bretagna. Lord FitzWalter prestò servizio come President of the Board of Trade e fu anche lord luogotenente dell'Essex. 
Alla sua morte, nel 1756, la vicecontea e la contea si estinsero, mentre la baronìa FitzWalter passò alle figlie di Mary, unica sorella del sedicesimo e del diciassettesimo barone.
Il figlio maggiore di sir Brook William Bridge, IV baronetto di Goodneston e discendente della già menzionata Mary, sir Brook William Bridges, V baronetto di Goodneston, rivendicò senza successo la baronìa nel 1842 e venne creato invece nel 1868 barone FitzWalter di Woodham Walter nella contea di Essex, titolo estinto nel 1875.
Il titolo di barone FitzWalter rimase in quiescenza per 168 anni e fu ricostituito solo nel 1924, dopo una petizione alla Camera dei Lords, in favore di Henry Fitzwalter Plumptre, che divenne così il ventesimo barone FitzWalter. Questi era figlio di John Bridges Plumptre e nipote di Eleanor, moglie del reverendo Henry Western Plumptre e figlia del già menzionato sir Brook William Bridges.
Il ventesimo barone morì senza eredi nel 1932 e quindi il titolo venne abbandonato una seconda volta. Nel 1953 passò a suo nipote, Fitzwalter Brook Plumptre, figlio del fratello minore, George Beresford Plumptre, che divenne il ventunesimo barone. Suo figlio, ventiduesimo barone, gli è successo nel 2004.
I FitzWalters hanno la medesima linea dei de Clare. Presumendo la continuazione della linea maschile, il settimo lord FitzWalter fu l'unico agnate della casa dei duchi di Normandia.

## Sede
La sede di famiglia è Goodnestone Park. La casa venne fatta costruire nel 1704 da sir Brook Bridges, I baronetto di Goodneston. Passò quindi alla famiglia Plumptre attraverso il matrimonio di Eleanor Bridges, figlia di sir Brook William Bridges, IV baronetto di Goodneston, col reverendo Henry Western Plumptre, il cui figlio John Bridges Plumptre la ereditò alla morte dell'ultimo baronetto Bridges di Goodneston nel 1899.

## Baroni FitzWalter (1295)
- Robert FitzWalter, I barone FitzWalter (1247–1325)
- Robert FitzWalter, II barone FitzWalter (c. 1297–1328)
- John FitzWalter, III barone FitzWalter (c. 1328–1361)
- Walter FitzWalter, IV barone FitzWalter (1345–1386)
- Walter FitzWalter, V barone FitzWalter (c. 1368–1406)
- Humphrey FitzWalter, VI barone FitzWalter (1398–1415)
- Walter FitzWalter, VII barone FitzWalter (1401–1431)
- Elizabeth Radcliffe, VIII barone FitzWalter (1430–1485)
- John Radcliffe, IX barone FitzWalter (1452–1496) (forfeit nel 1496)
- Robert Radcliffe, X barone (m. 1542) (restaurato nel 1506; creato Conte di Sussex nel 1529)

## Conti di Sussex (1529)
- Robert Radcliffe, I conte di Sussex, X barone FitzWalter (m. 1542)
- Henry Radclyffe, II conte di Sussex, XI barone FitzWalter (c. 1506–1557)
- Thomas Radclyffe, III conte di Sussex, XII barone FitzWalter (c. 1525–1583)
- Henry Radclyffe, IV conte di Sussex, XIII barone FitzWalter (c. 1530–1593)
- Robert Radclyffe, V conte di Sussex, XIV barone FitzWalter (m. 1629) (baronìa quiescente)
- Edward Radclyffe, VI conte di Sussex (1559–1643)

## Baroni FitzWalter (ricreato)
- Henry Mildmay, de jure XV barone FitzWalter (c. 1585–1654)
- Henry Mildmay, de jure XVI barone FitzWalter (m. 1662)
- Benjamin Mildmay, XVII barone FitzWalter (c. 1646–1679) (confermato nel 1667)
- Charles Mildmay, XVIII barone FitzWalter (1670–1728)
- Benjamin Mildmay, XIX barone FitzWalter (1672–1756) (creato conte FitzWalter nel 1730)

## Conti FitzWalter (1730)
- Benjamin Mildmay, I conte FitzWalter, XIX barone FitzWalter (1672–1756) (baronìa abbandonata nel 1756)

## Baroni FitzWalter (ricreato)
- Henry Fitzwalter Plumptre, XX barone FitzWalter (1860–1932) (dal 1924; abbandonato nel 1932)
- Fitzwalter Brook Plumptre, XXI barone FitzWalter (1914–2004) (dal 1953)
- Julian Brook Plumptre, XXII barone FitzWalter (m. 1952)

L'erede apparente è il figlio dell'attuale detentore del titolo, Edward Brook Plumptre (n. 1989).

## Baroni FitzWalter (1868)
- vedi baronetti Bridges